# Macrocneme deceptans
Macrocneme deceptans är en fjärilsart som beskrevs av Max Wilhelm Karl Draudt 1915. Macrocneme deceptans ingår i släktet Macrocneme och familjen björnspinnare. Inga underarter finns listade i Catalogue of Life.